# Prikkeldraad

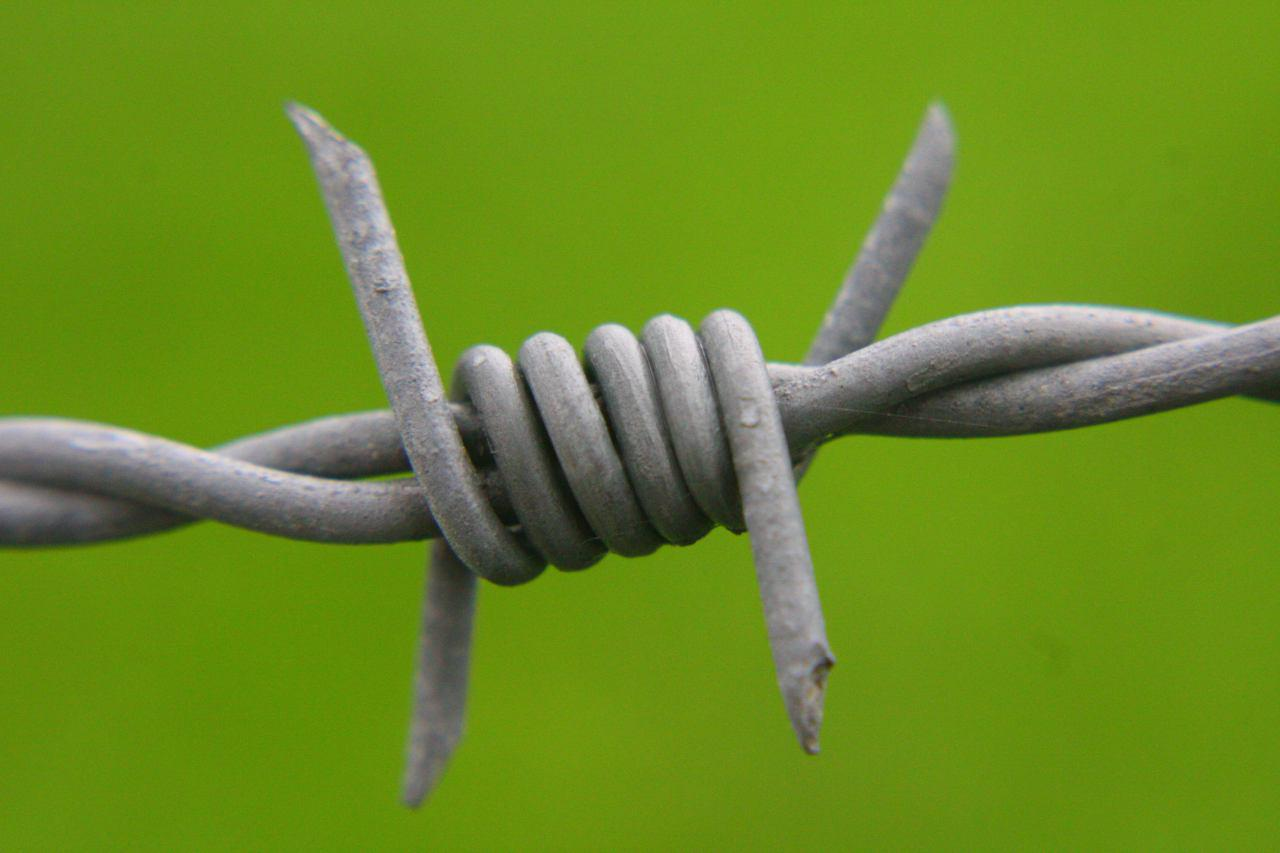
Prikkeldraad

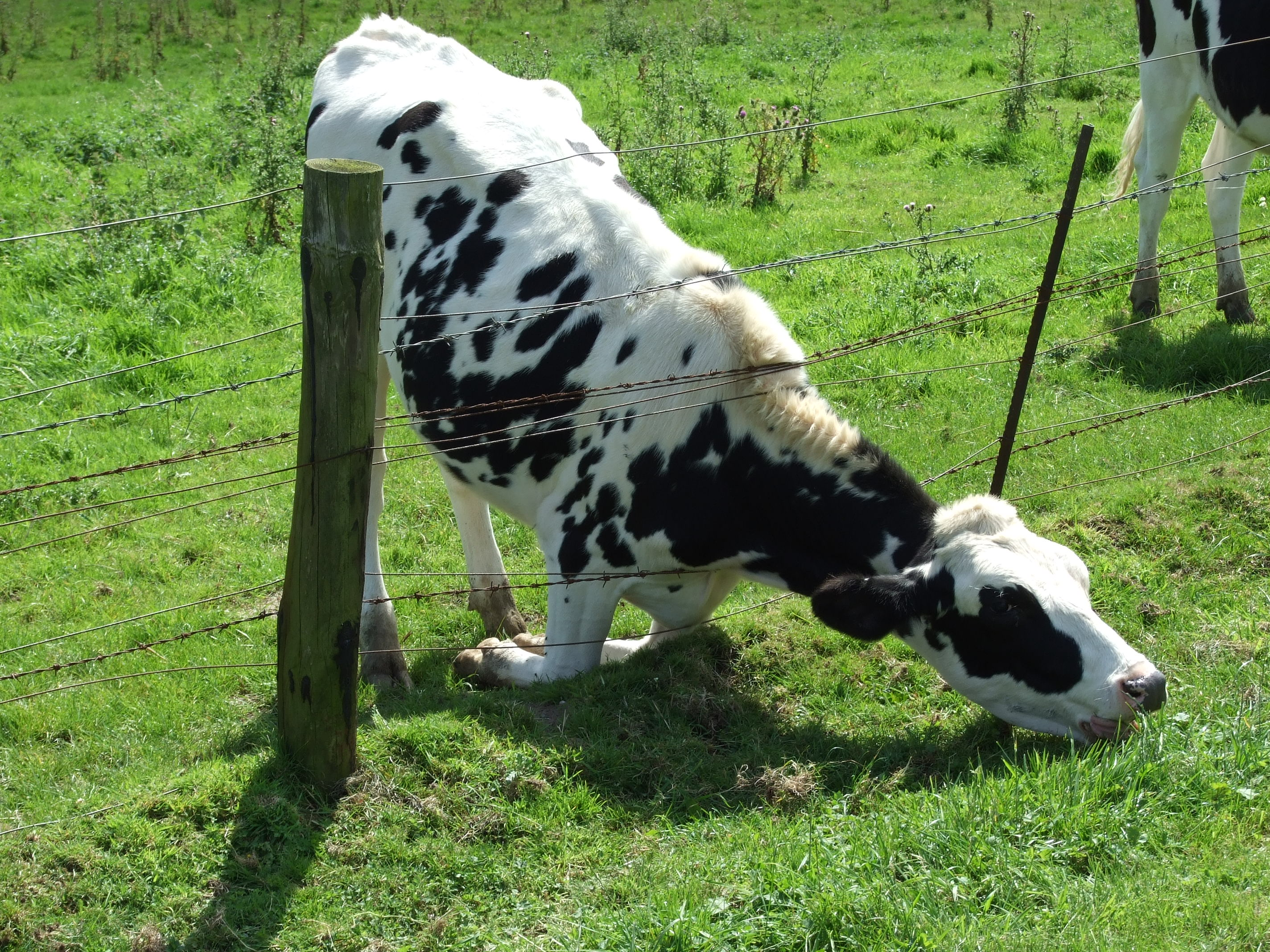
Prikkeldraad in de landbouw

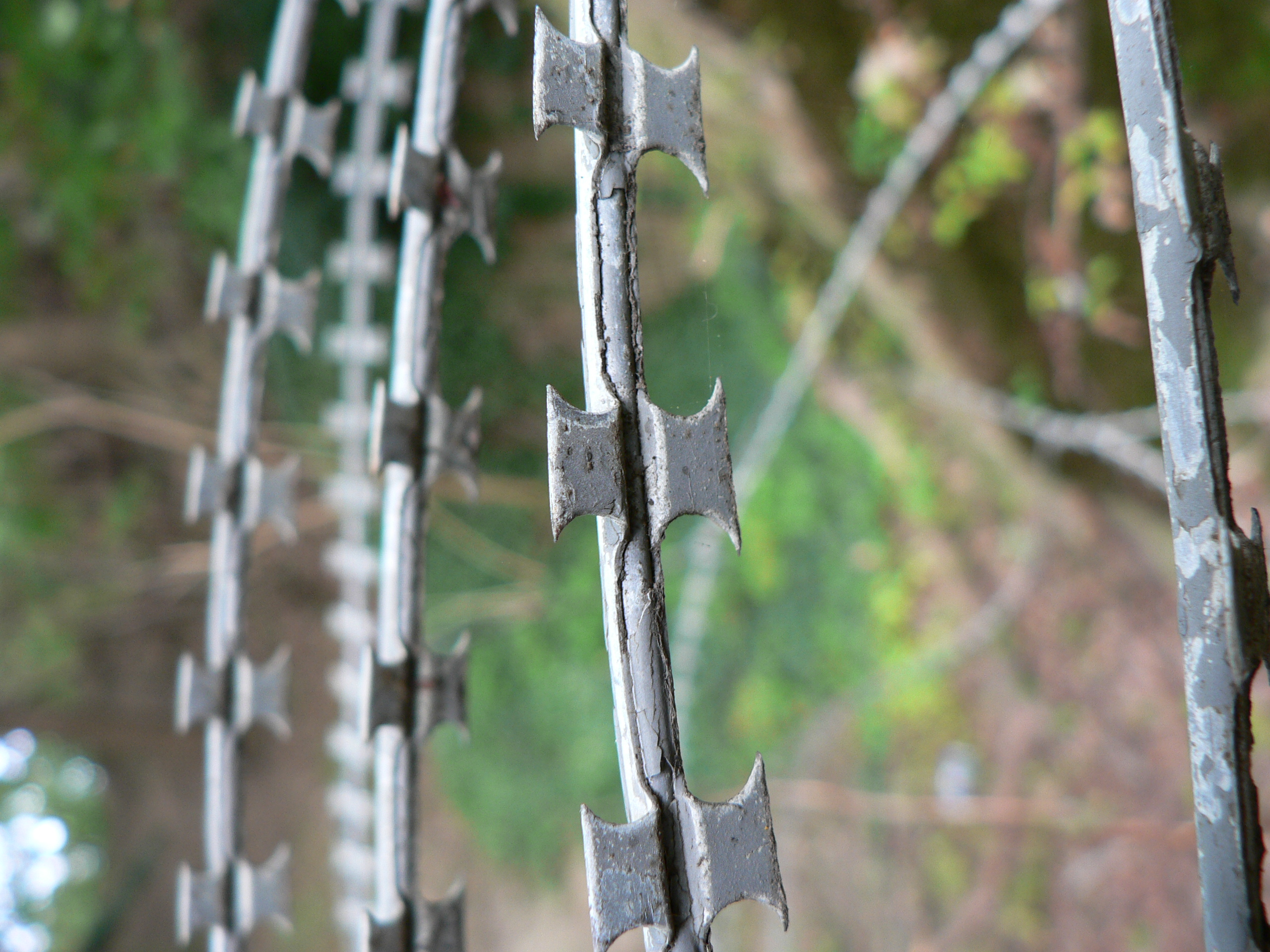
"Scheermesdraad"

Prikkeldraad (in vaktaal:  puntdraad) is een dubbele, in elkaar gedraaide metalen draad voorzien van twee korte in elkaar gedraaide spiralen metaaldraad met elk twee scherpe punten, die elke ± 10 cm om de dubbele draad zijn gedraaid.
Prikkeldraad biedt een snelle en goedkope methode om een gebied af te zetten zodat wild of vee niet kan passeren. De uitvinding van het prikkeldraad in 1873 door de Amerikaan Joseph F. Glidden, die er op 27 oktober van dat jaar patent op aanvroeg (en er uiteindelijk vijf patenten op kreeg), was een van de doorbraken die de intensieve veeteelt in de Verenigde Staten mogelijk maakte. De uitvinding was mogelijk geïnspireerd op de Osagedoorn, een doornige struik of boom uit het prairiegebied, die voordien vaak gebruikt werd om voor het vee ondoordringbare heggen aan te leggen. Deze heggen konden echter niet verplaatst worden, in tegenstelling tot die van prikkeldraad.

## Agrarisch gebruik
Tegenwoordig wordt in plaats van prikkeldraad in de landbouw vaak schrikdraad gebruikt door het aan isolatoren te bevestigen en er hoogspanning (maximale topspanning: 13.000 volt, Voeding: batterij 9 volt of accu 12 volt) op te zetten. Hierdoor wordt het vee in de weide gehouden. Voor passage door mensen kan een speciaal handvat met trekveer en haak worden gebruikt, zodat een elektrische schok wordt voorkomen. Ook hangt er aan schrikdraad vaak een bordje met de tekst "Levensgevaarlijk, hoge spanning", zodat mensen worden gewaarschuwd dat het draad onder stroom staat.
In april 2011 werd gepleit voor een verbod op het gebruik van prikkeldraad rond paardenweides, omdat deze dieren vaak schrikachtig reageren op rumoer en soms elkaar door de afrastering heen drukken, met levensbedreigende verwondingen als gevolg.

## Militair gebruik: concertina
Prikkeldraad wordt ook veel gebruikt voor het beschermen van militaire installaties. Hierbij wordt vaak gebruikgemaakt van spiraalvormige rollen prikkeldraad die als een harmonica uiteen worden getrokken. Eenmaal ontplooid, vormt de draad een cilinder die concertina wordt genoemd (naar het gelijknamige instrument, een soort mini-accordeon). Een veel gebruikte vorm is de drierolsconcertina. Ze zijn bedoeld om een kunstmatige hindernis te creëren die mensen tegenhoudt. Deze rollen worden ook wel gebruikt om andere terreinen en eigendommen te beschermen.
Andere vormen zijn rollen met scherp gekarteld, getordeerde stalen prikkelband, en een variant met zeer scherpe mesjes op de draad. Deze wordt ook wel "scheermesdraad" of "NATO-prikkeldraad" genoemd.
In de Eerste Wereldoorlog werd prikkeldraad voor het eerst op grote schaal gebruikt, vooral bij de loopgraven aan het westelijk front. Het vormde een belangrijke oorzaak van het grote aantal gewonden in deze oorlog. Een bekend gebleven versperring met onder andere prikkeldraad, die bovendien onder een dodelijke elektrische spanning stond, is De Draad die tijdens de Eerste Wereldoorlog door de Duitse bezetters van België werd aangelegd langs de grens tussen het bezette België en het neutrale Nederland.

## Fotogalerij

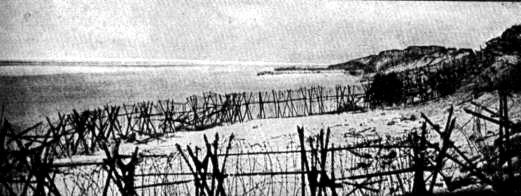
1914, de prikkeldraadafsperring aan het Westfront in Nieuwpoort
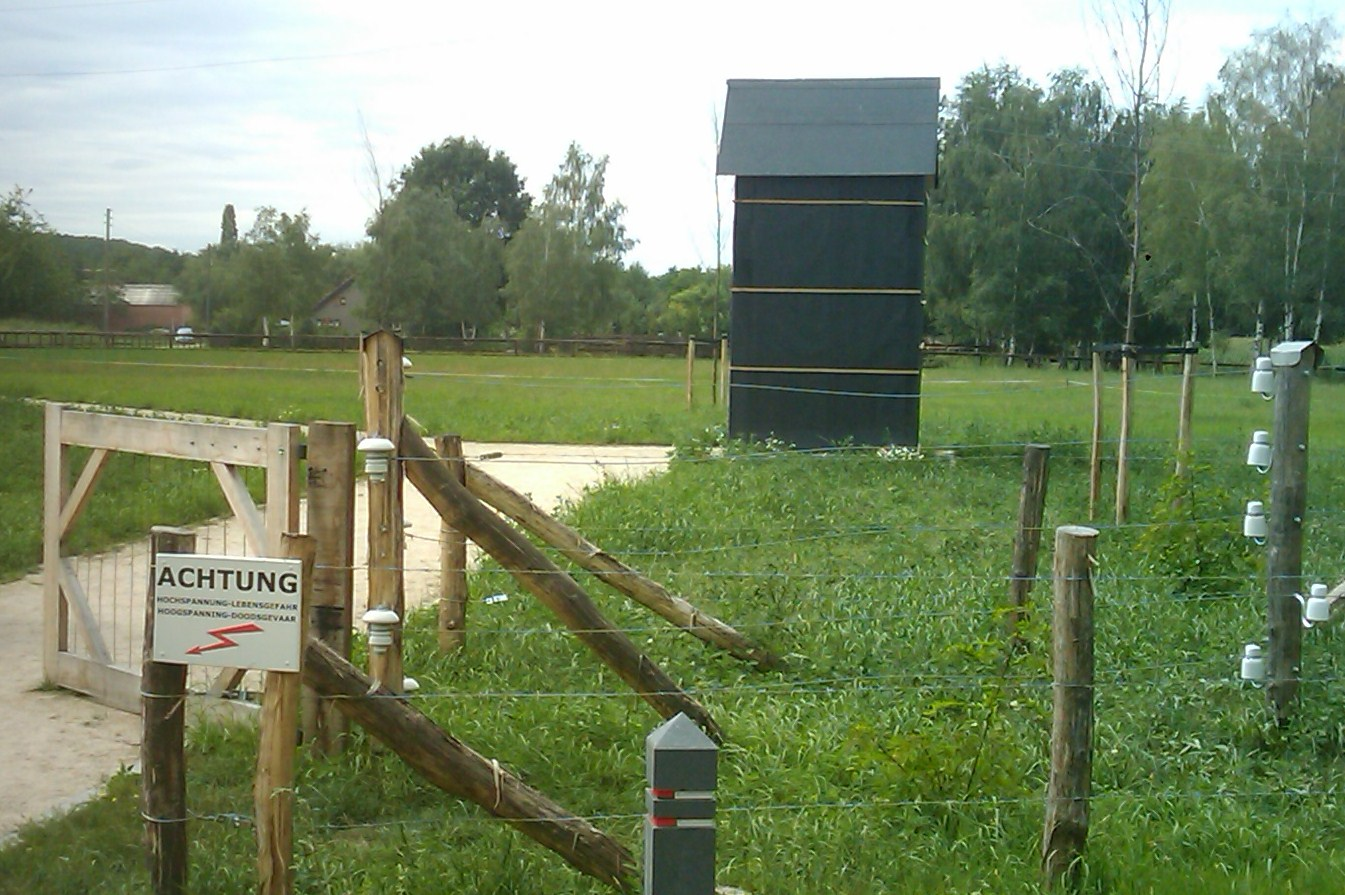
Reconstructie van De Draad te Molenbeersel
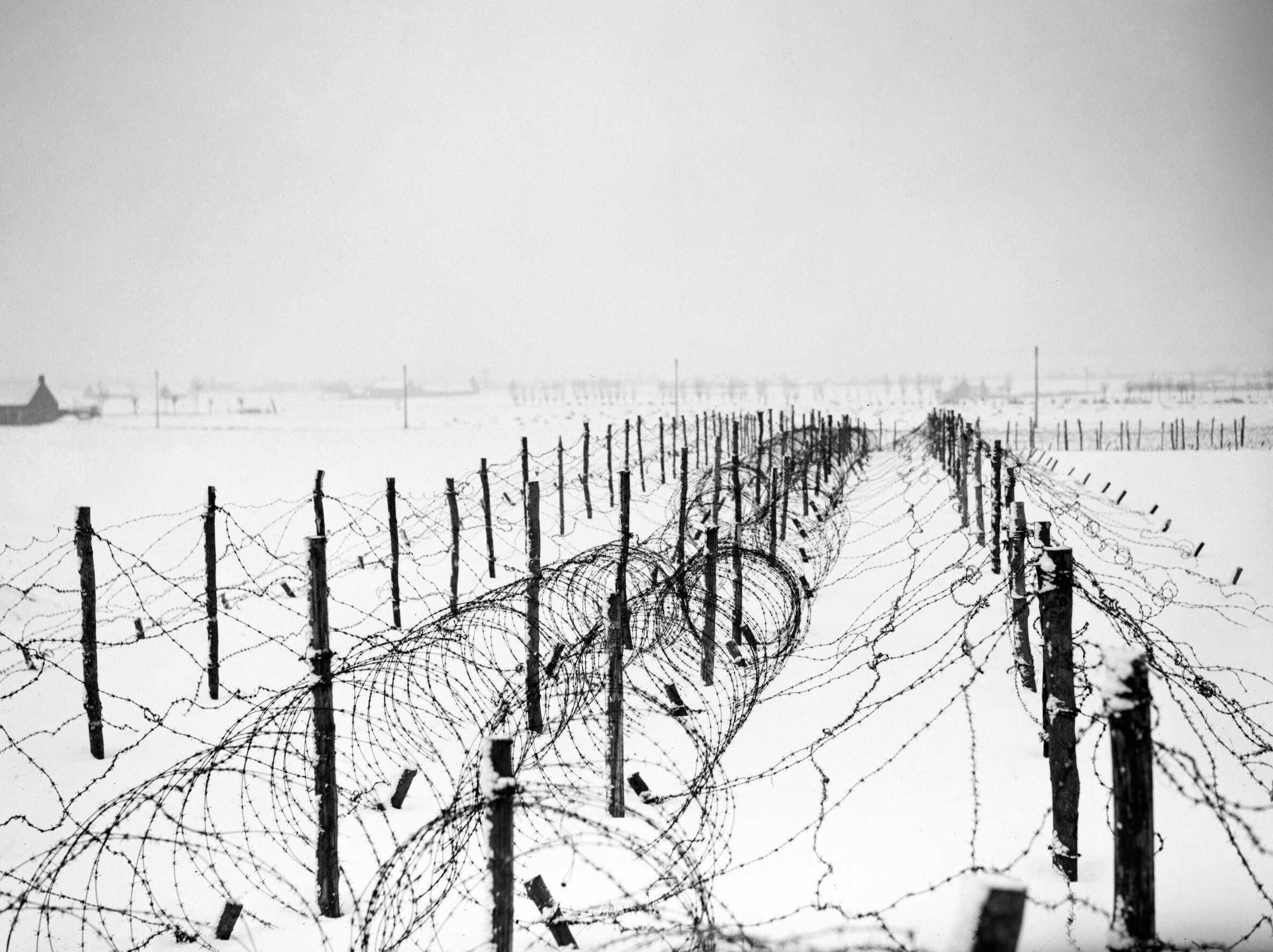
1940, Prikkeldraad in de besneeuwde vlakte in België (omgeving Menen)
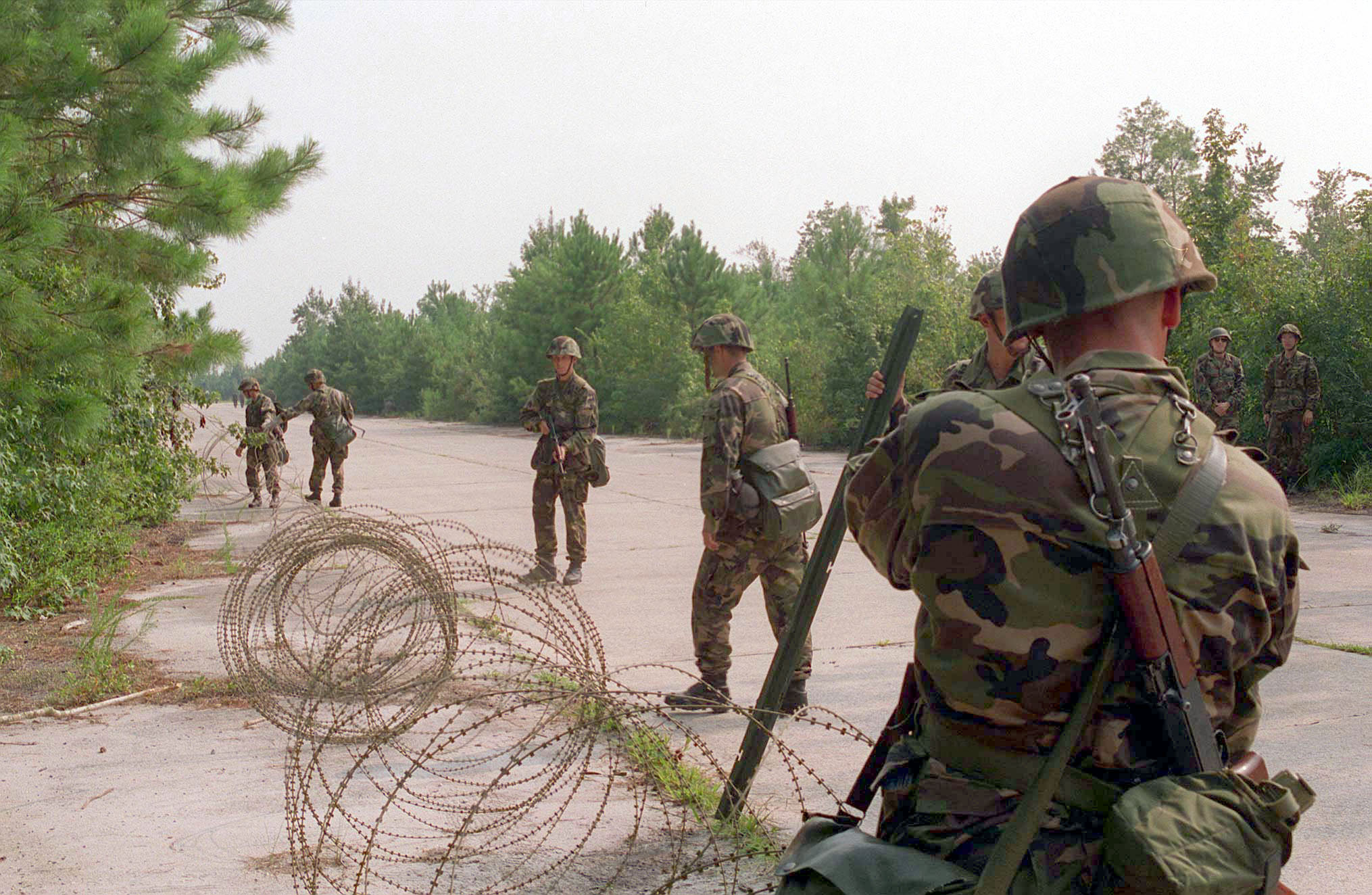
1996, Slovaakse soldaten op oefening
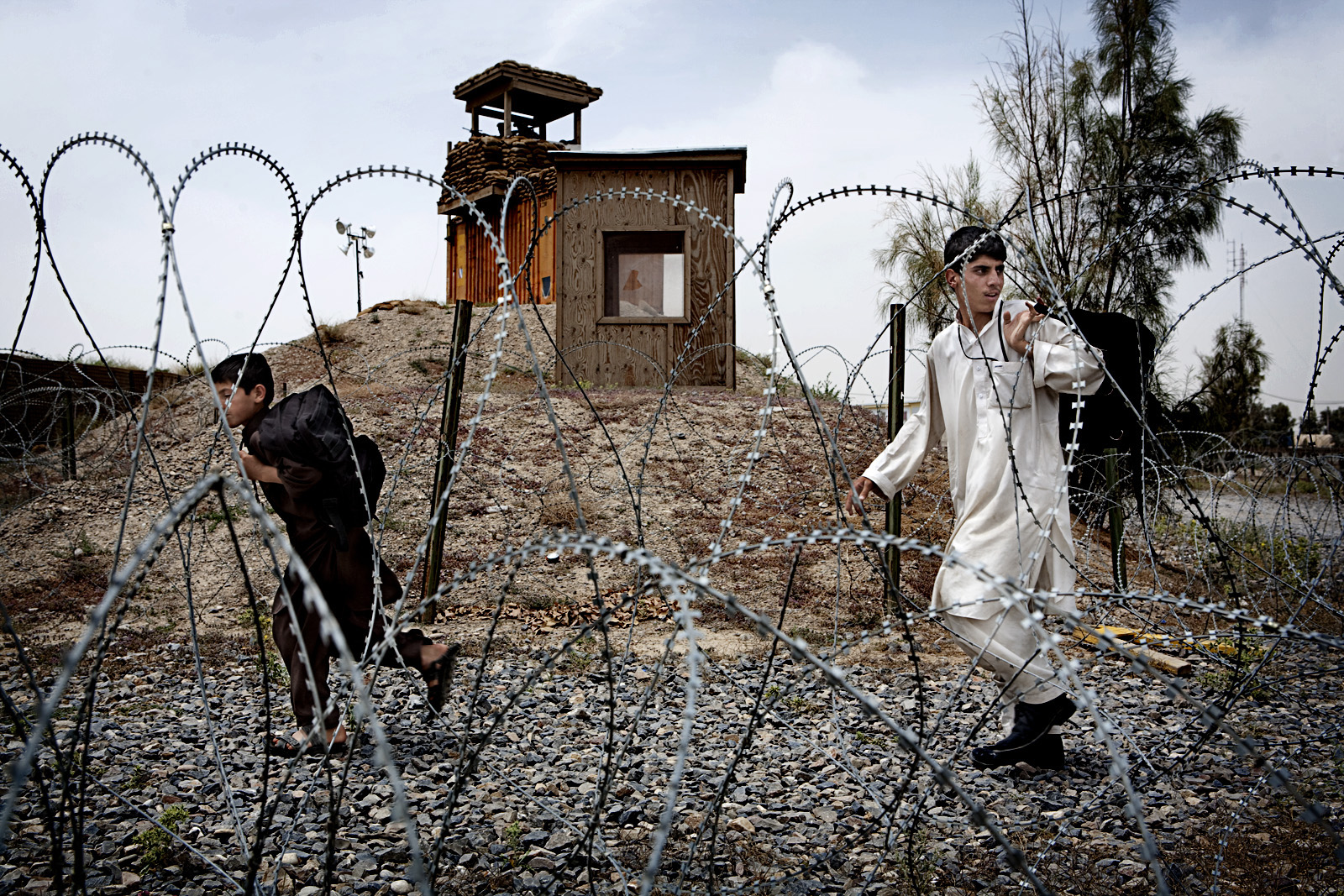
2000, jongens op weg naar school in Kandahar
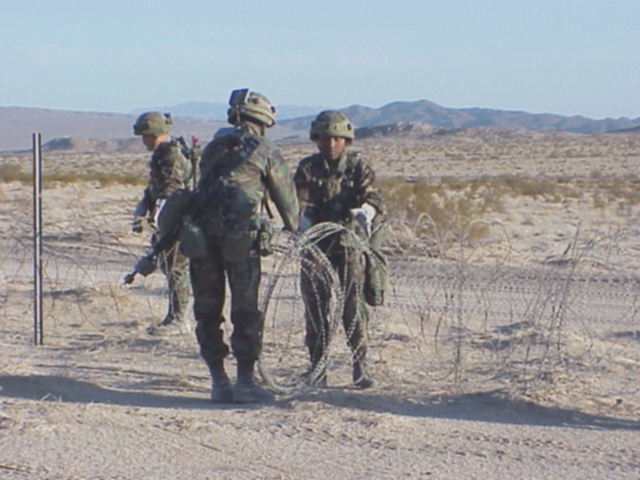
Soldaten rollen een "concertina" uit